# 류리차오둥역
류리차오둥역(중국어: 六里桥东站)은 중국 베이징시 펑타이구 타이핑차오 가도 광안로와 타이핑차오로 교차로에 위치한 베이징 지하철 9호선의 지하철역이다. 2011년 12월 31일 9호선 남부 구간 개통과 함께 개장하였다.

## 위치
류리차오둥역은 베이징 남서쪽 서3환로 내, 광안로(남서 - 북동 방향)와 타이핑차오로(대략 남북 방향)의 교차점 서쪽 징스 고속공로 사이에 위치한다. 광안로 - 징스 고속도로와 서3환남로가 교차하는 류리차오 동쪽은 남서 - 북동쪽으로 이어진다.

## 역 구조
류리차오둥역은 1면 2선 섬식 승강장으로 설계된 지하역으로, 역의 색깔은 빨간색이다.

### 층별 구조

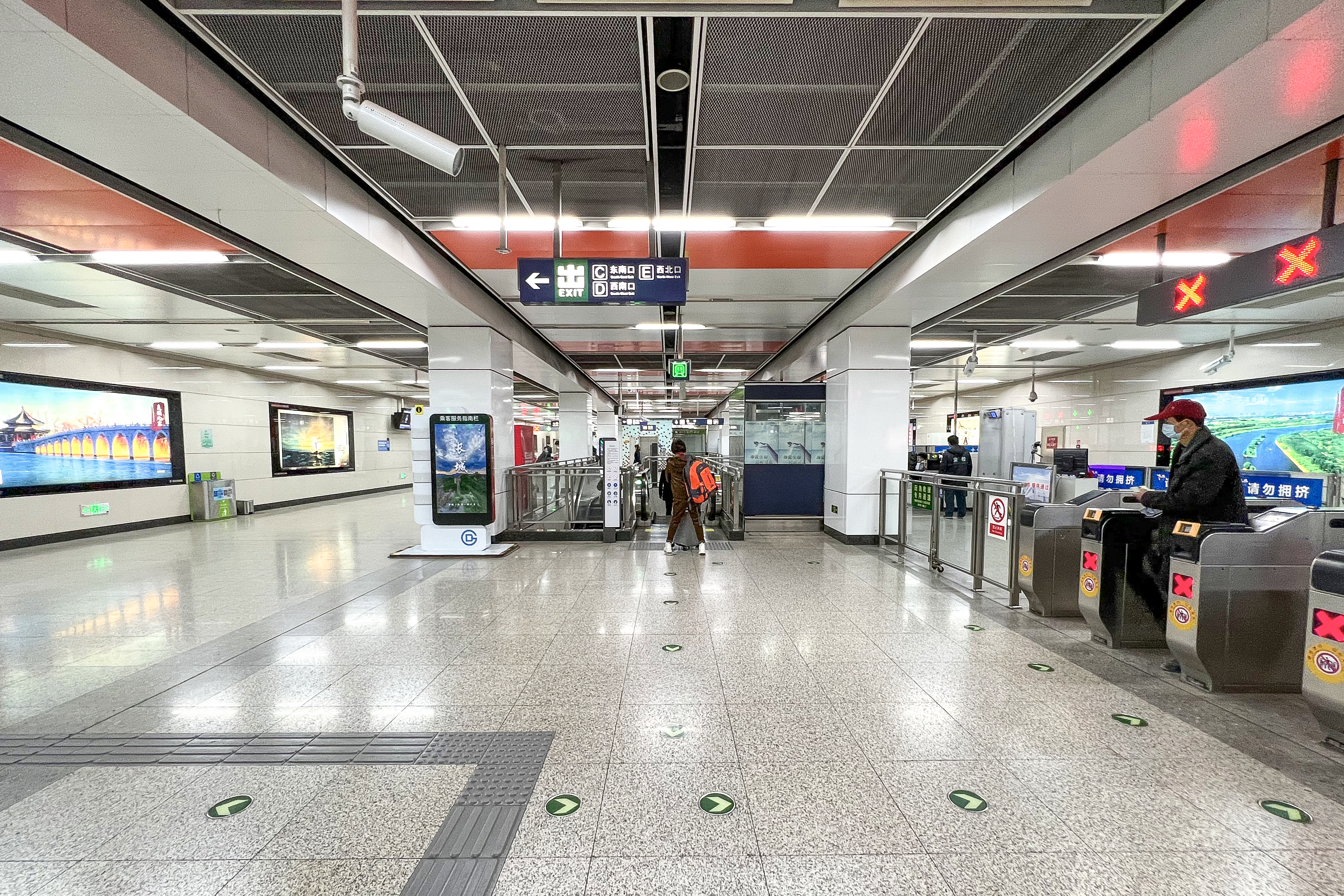
대합실(2022년 3월 촬영)

| 지면층             | 가도                            | C-E출입구                                                               |
| 지하 1층 대합실 층 | 대합실                          | 고객센터, 자동 발권기, 출입 게이트                                      |
| 지하 2층 승강장    | ←                               | ■ 9호선 일반열차 / ■ 팡산선 직통열차 국가도서관 방면(베이징 서)         |
| 지하 2층 승강장    | 섬식 승강장, 왼쪽 출입문이 열림 |                                                                         |
| 지하 2층 승강장    | →                               | ■ 9호선 일반열차 궈궁좡 방면 / ■ 팡산선 직통열차 옌춘둥 방면 (류리차오) |

## 출구
류리차오둥역은 C(남동쪽), D(남서쪽), E(북서쪽)의 세 개의 출입구가 존재한다.
|                         |                     | |      |             |
| 출구                    | 지시                | 출구 인근 | 사진 | 무장애 시설 |
| 出口 · C                | 광안로(广安路) 남측 | 타이핑차오로(太平桥路) 서측, 베이징 전력 병원(北京电力医院)                                                              |      |             |
| 出口 · D                | 광안로(广安路) 남측 | 서3환로(西三环路), 타이핑차오로(太平桥路), 타이핑차오 서리(太平桥西里), 류리차오(六里桥)                                 |      | 빈칸        |
| 出口 · E                | 광안로(广安路) 북측 | 서3환로(西三环路), 수이커우쯔 거리(水口子街), 류리차오 초등학교(六里桥小学), 롄화치 장거리 버스 정류장(莲花池长途汽车站) |      | 빈칸        |
| 아이콘 설명: 엘리베이터 |                     | |      |             |

- 서쪽 매표소 (2016년 6월 촬영)

## 속도
베이징 서역에서 당역까지 노선 속도는 약 25km/h에서 35km/h로 주행하는데, 이 구간은 철로 아래로 지나가기 때문에 서행으로 운전한다.